# Molpré
Molpré är en kommun i departementet Jura i regionen Bourgogne-Franche-Comté i östra Frankrike. Kommunen ligger i kantonen Nozeroy som tillhör arrondissementet Lons-le-Saunier. År 2018 hade Molpré 29 invånare.

## Befolkningsutveckling
Antalet invånare i kommunen Molpré
Referens:INSEE